# Skyscraper (musikgrupp)
Skyscraper är ett svenskt pojkband, bildat på Stage Academy Camp i oktober 2013, som består av Andreas Palm, Anton Kyldahl och Vilhelm Buchaus. De tävlade i Lilla Melodifestivalen 2014, som sändes från Gröna Lund i Stockholm med bidraget Här är vi nu. Den 27 februari 2015 släppte Skyscraper singeln Happy, som är med på albumet No. 1, som släpptes den 22 april 2015. De var även med i Fredagkväll med Malin (lett av Malin Olsson) den 17 april 2015.
Skyscraper medverkade också i Talang Sverige 2014. 8 april 2016 släppte de singeln What's her name?.       

## Medlemmar
- Andreas Palm, född 12 augusti 1999, kommer från Lindesberg, Örebro län.
- Anton Kyldahl, född 28 januari 2000, kommer från Bohus-Björkö, Västra Götalands län.
- Vilhelm Buchaus, född 29 september 2001, kommer från Sigtuna, Stockholms län.

### Tidigare medlem
- Isak Pettersson, född 8 juni 2002, kommer från Gnesta, Södermanlands län.

## Diskografi

### Album
- 2015 - No. 1
- 2018 - Conflic of Nature
- 2021 - Skyscraper
- 2021 - NOCK DAMAGE
- 2021 - ROCK OUT

### Singlar
- 2014 - Här e Vi Nu
- 2015 - Happy
- 2015 - Glödhet
- 2015 - Last Christmas
- 2016 - What's her name?